# Carlos Schwabe
Carlos Schwabe (Altona, 21 juli 1866 – Avon, 1926) was een Duits-Zwitsers kunstschilder en illustrator, die het grootste deel van zijn leven in Frankrijk werkte. Hij wordt gerekend tot het symbolisme.

## Leven en werk
Schwabe verhuisde op jonge leeftijd van Altona naar Genève, waar hij vervolgens ook studeerde aan de kunstacademie. Na zijn studie trok hij naar Parijs, waar hij in contact kwam met vooraanstaande kunstenaars van het symbolisme. Al snel maakte hij vooral naam als posterontwerper en boekillustrator, en illustreerde hij werken van onder andere Stéphane Mallarmé, Albert Samain, Charles Baudelaire (Les Fleurs du mal, 1900), Émile Zola (Le Rêve, 1892), Maurice Maeterlinck (Pelléas et Mélisande, 1892), José-Maria de Heredia en Pierre Louÿs.
Vanaf de jaren 1890 begon Schwabe ook met succes schilderwerken te exposeren, onder andere op de spraakmakende symbolistische Rose-Croix expositie (1892), georganiseerd door Joséphin Péladan. Zijn schilderijen van voor de eeuwwisseling passen duidelijk binnen de idealistische opvattingen van de symbolisten uit die tijd en kenmerken zich door een zekere individualistische experimenteerdrang. Zijn latere werken zijn meer allegorisch en conventioneel. Schwabe schilderde veel mythologische onderwerpen, vaak vrouwen, vaak ook gekoppeld aan thema’s als lijden en dood. Zijn obsessie met de dood kwam onder andere voort uit het overlijden van een heel goede vriend in 1894, toen hij 28 jaar oud was.
Schwabe zou Frankrijk uiteindelijk niet meer verlaten. Hij overleed in 1926 te Avon, Seine-et-Marne. Zijn werk is heden ten dage onder meer te zien in het Musée d'Orsay te Parijs en het Musée d'Art et d'Histoire te Genève. De Collection Lucile Audouy omvat diverse van Schwabes werken en ook het Van Gogh Museum te Amsterdam bezit enkele van zijn schilderijen.

## Galerij

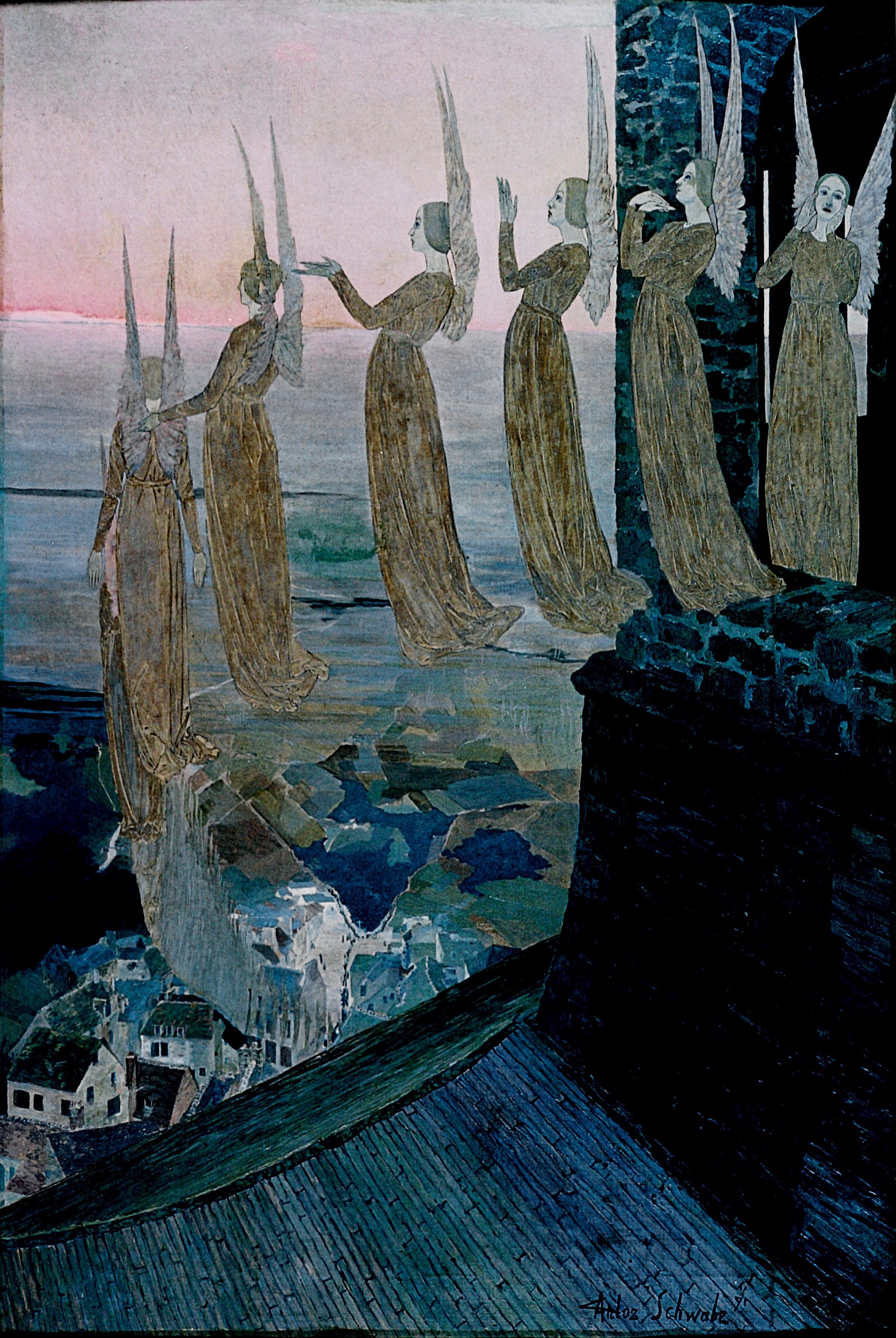
Avondklokken, 1891, Museu Nacional de Belas Artes, Rio de Janeiro
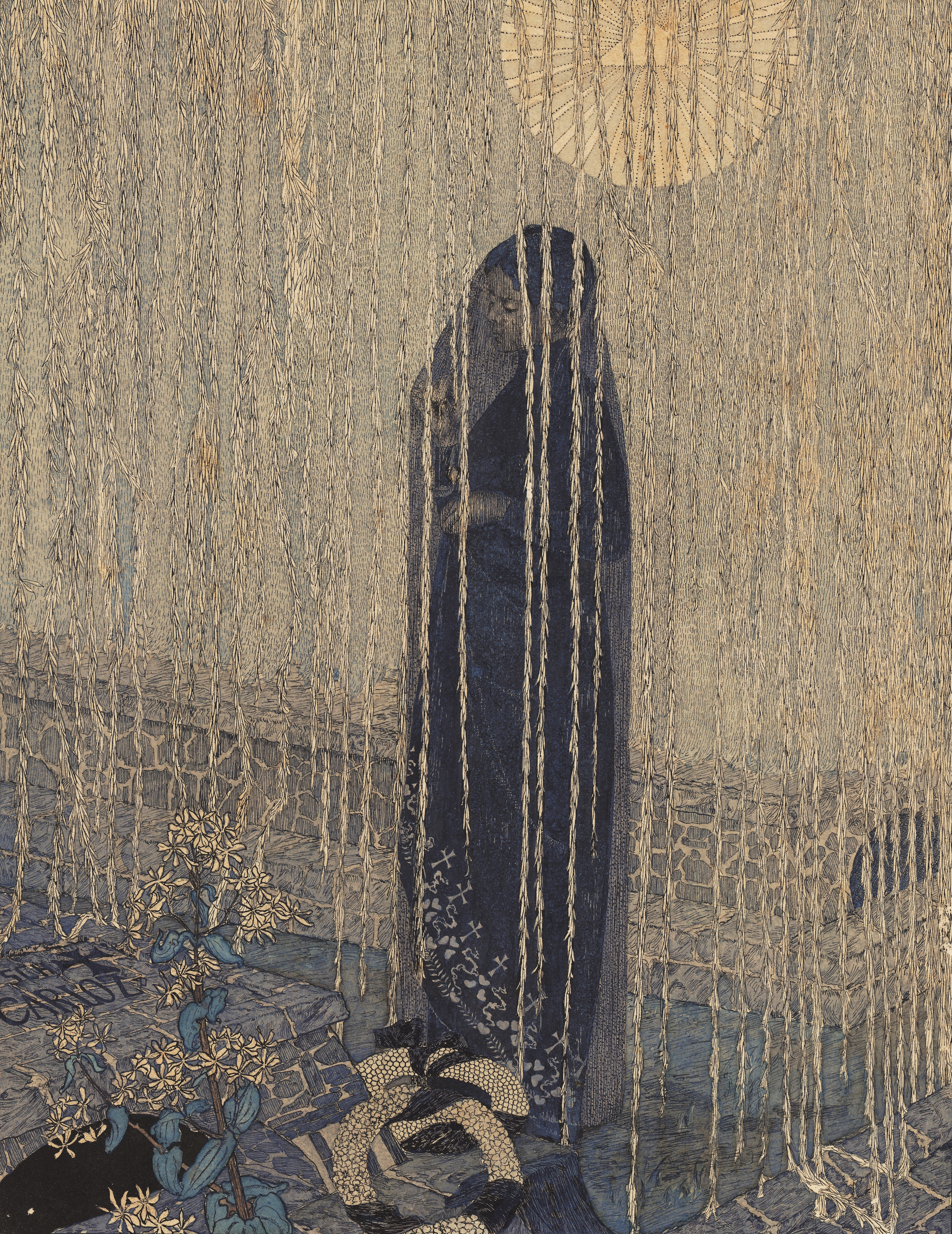
Het feest van Allerheiligen, ca. 1891, Museu Nacional de Belas Artes, Rio de Janeiro
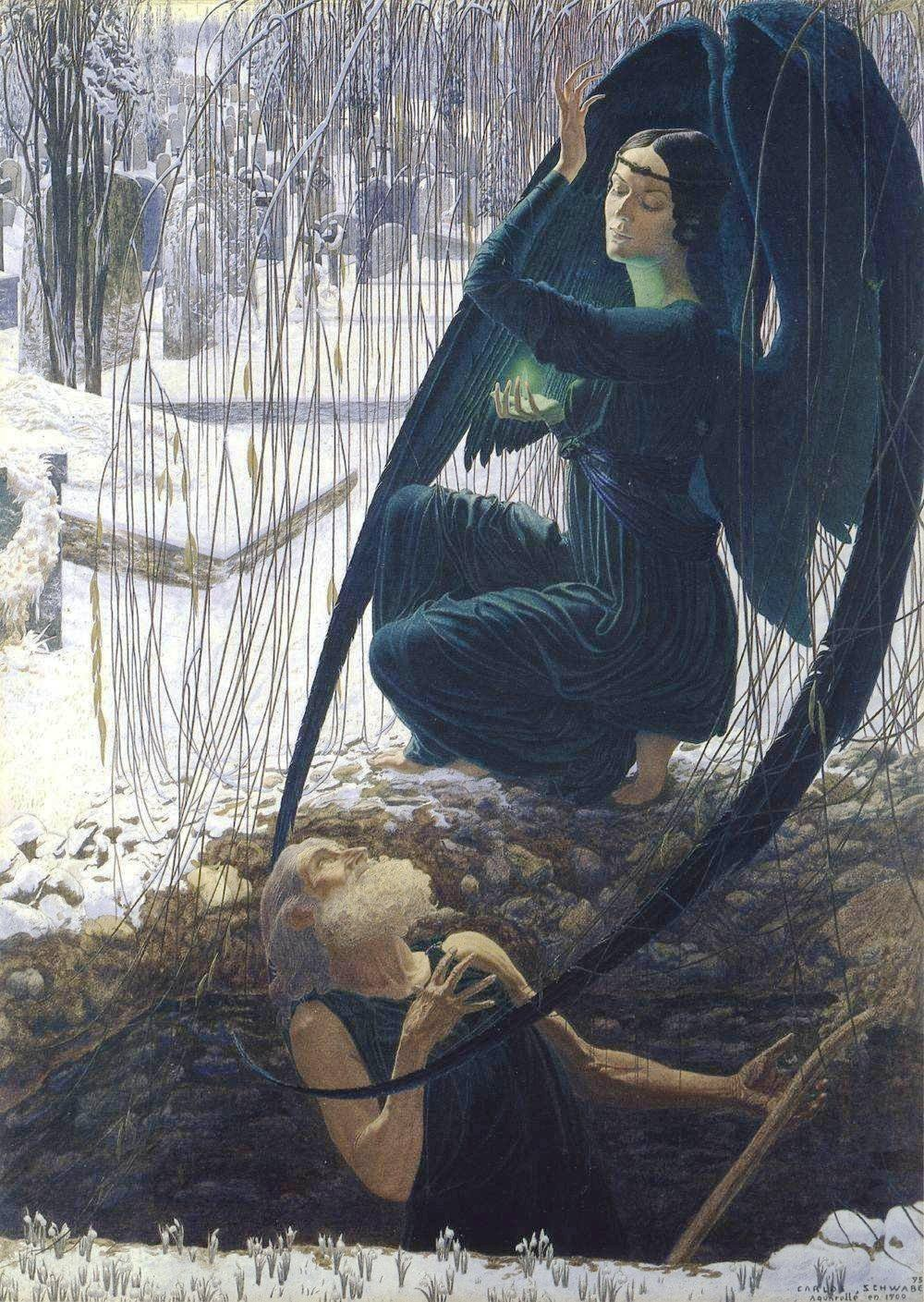
De dood van de grafdelver, ca. 1895
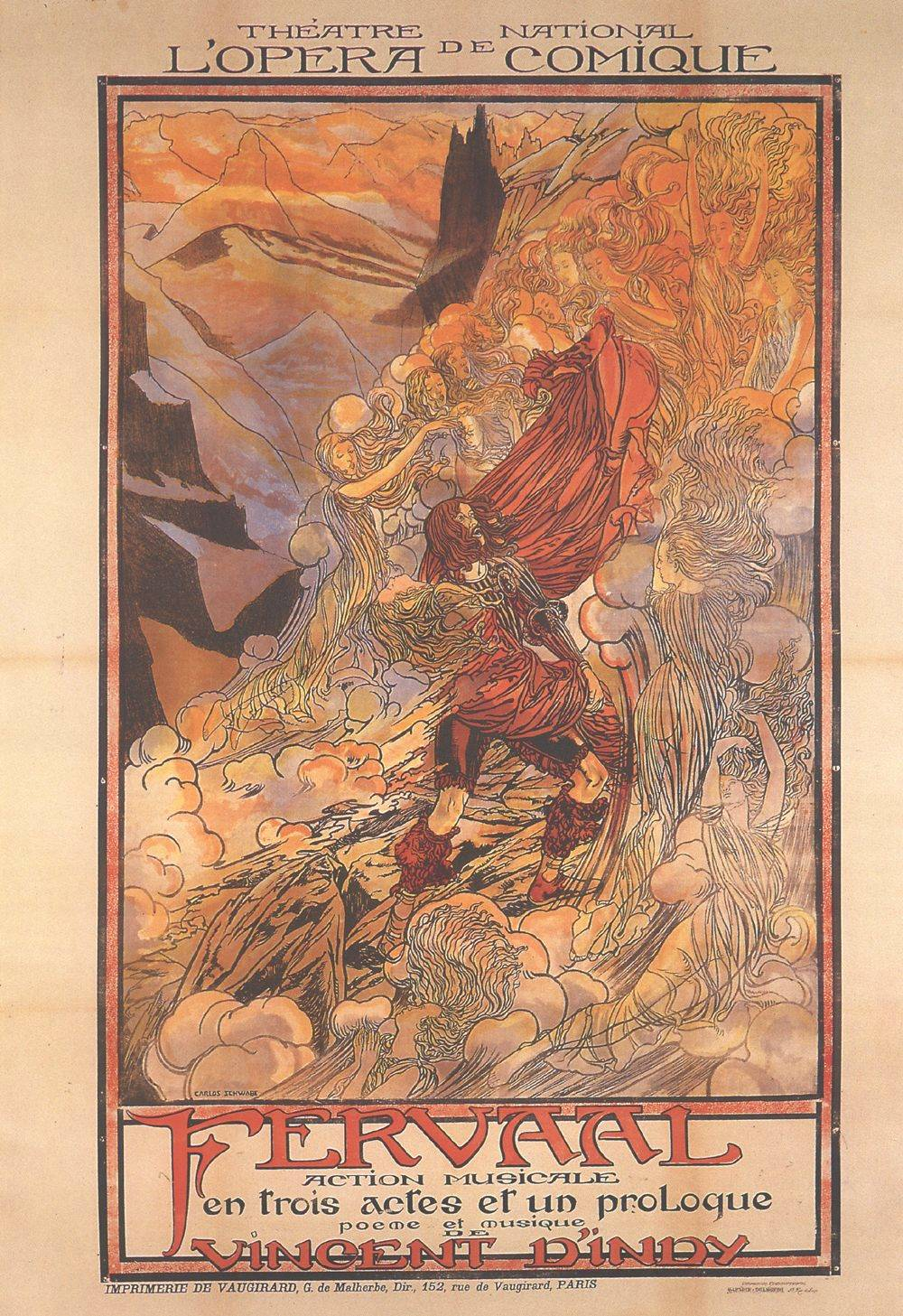
Poster voor opera Fervaal (1897) van Vincent d'Indy, 1898
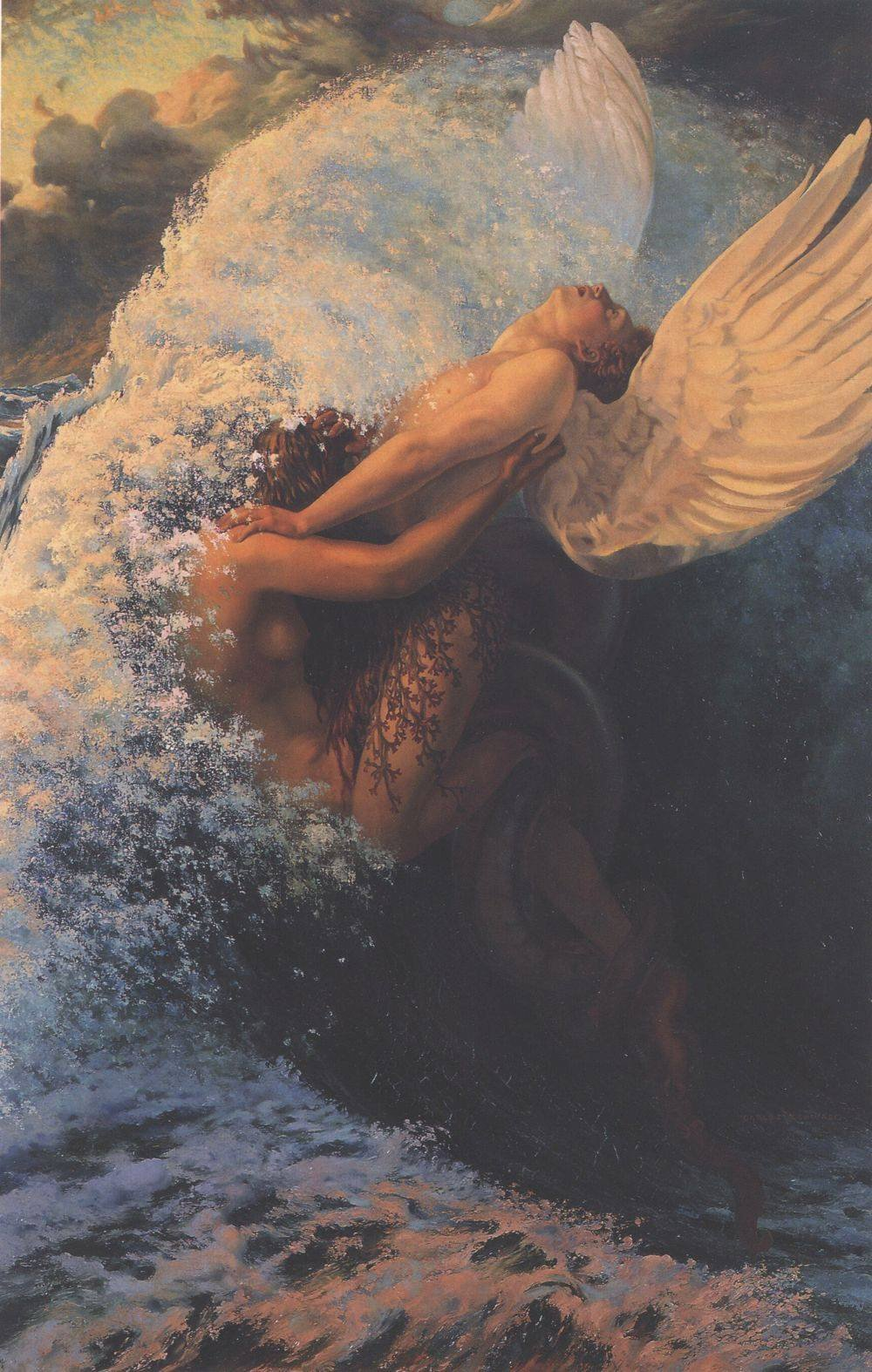
Spleen et Ideal, een illustratie bij Les Fleurs du Mal, 1900
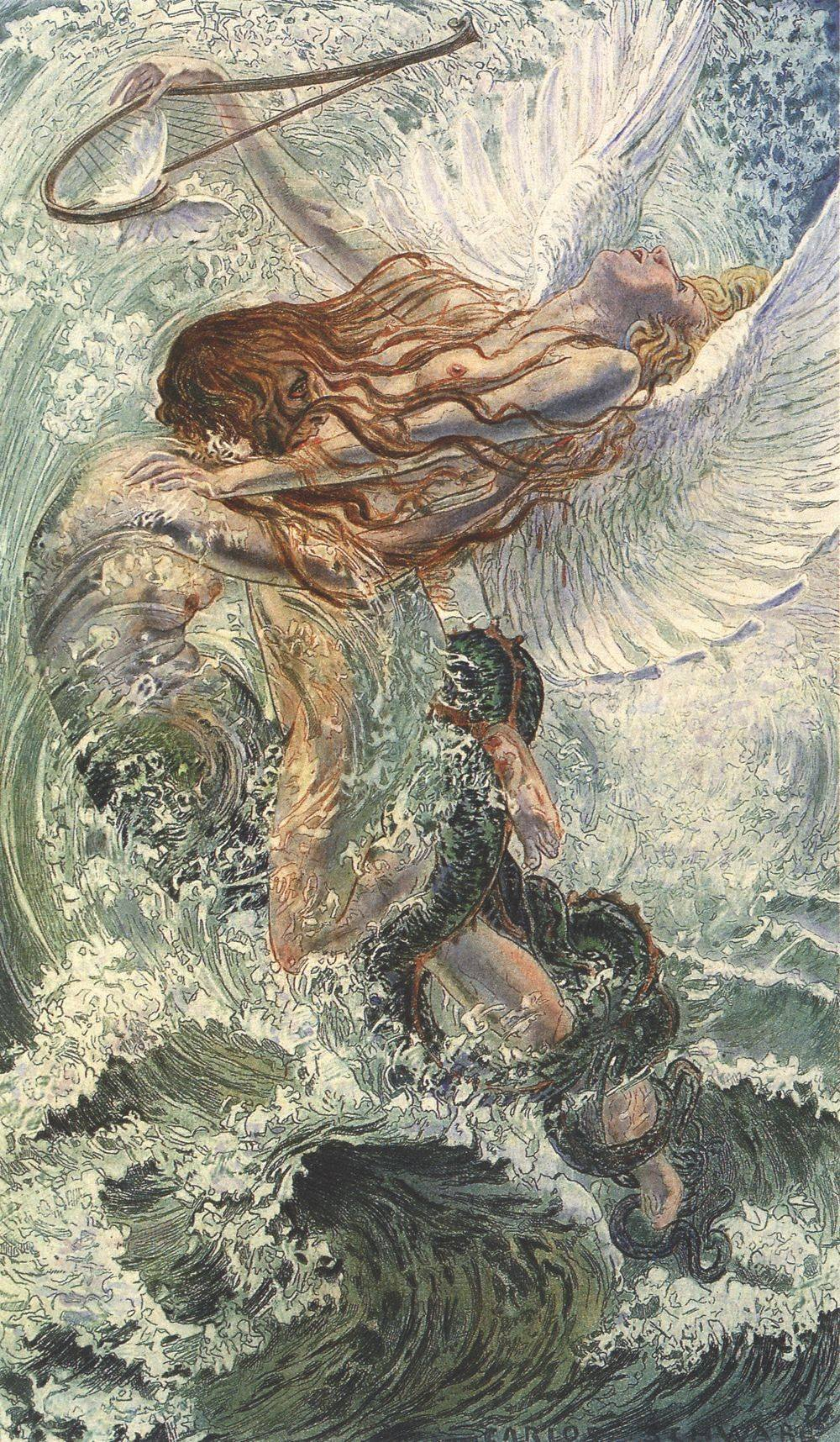
Spleen et Ideal, illustratie bij Les Fleurs du Mal, 1900
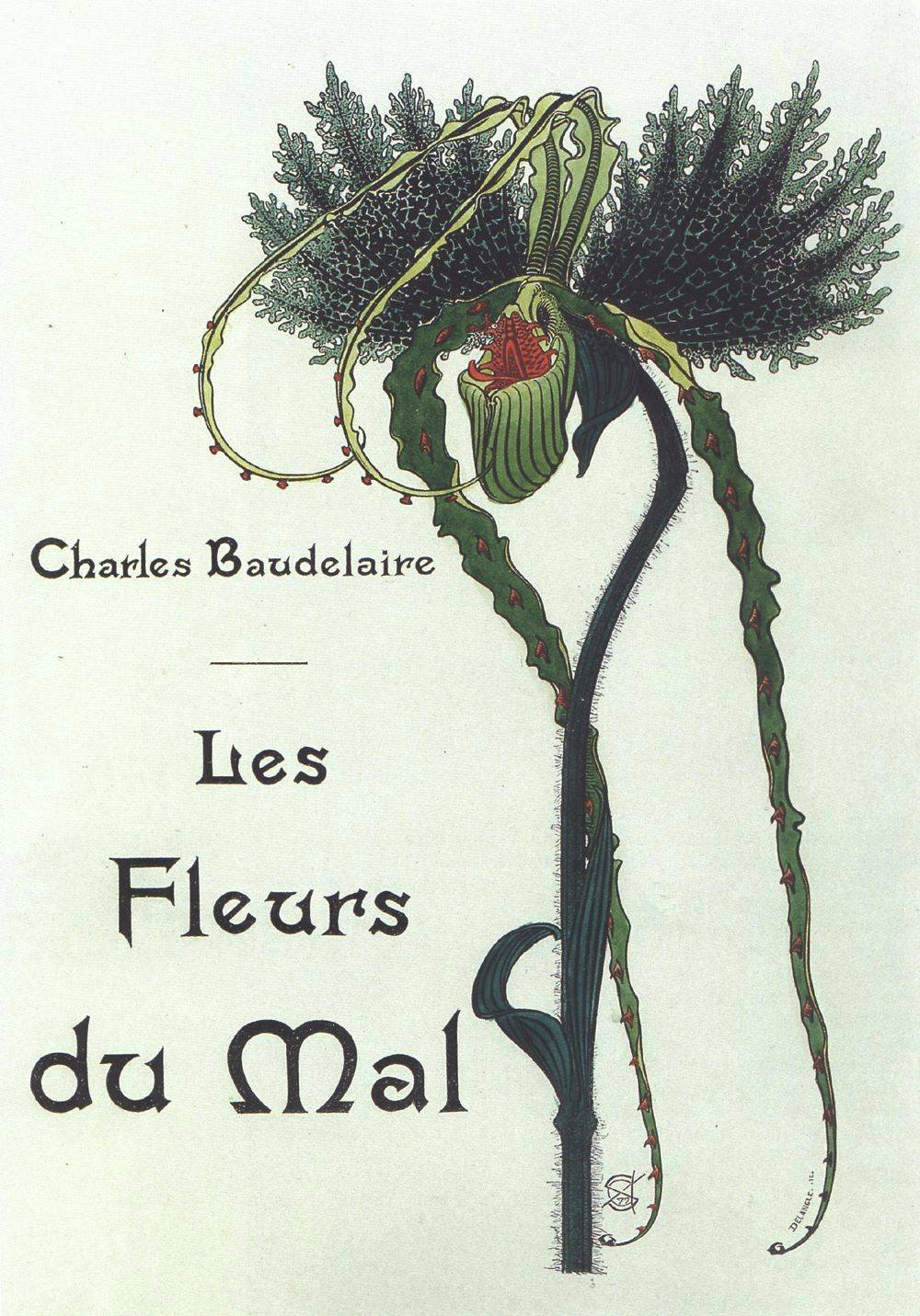
Omslag voor Les Fleurs du Mal, 1900
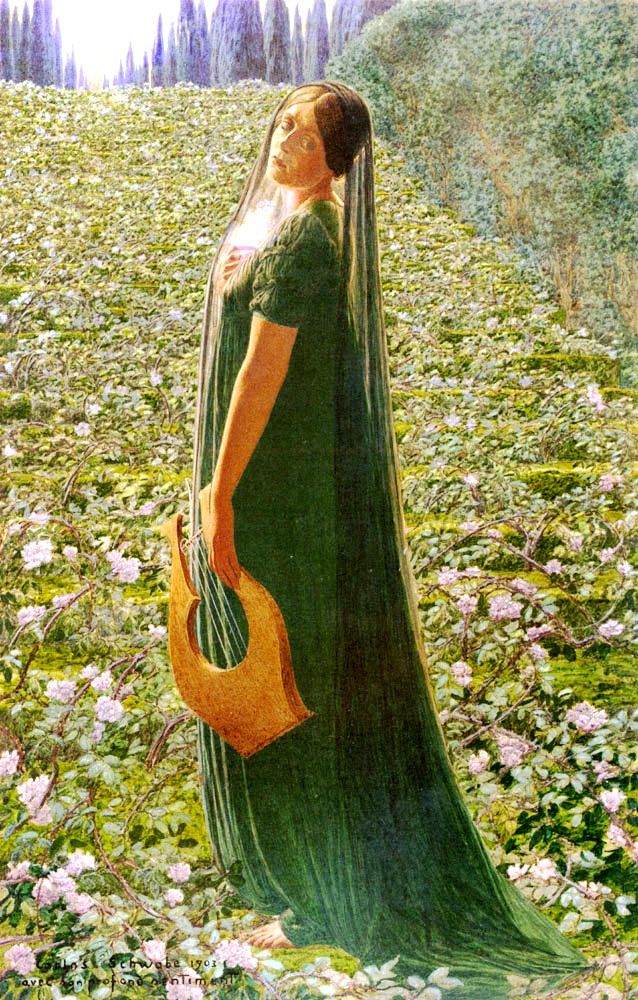
Elysese velden, 1903
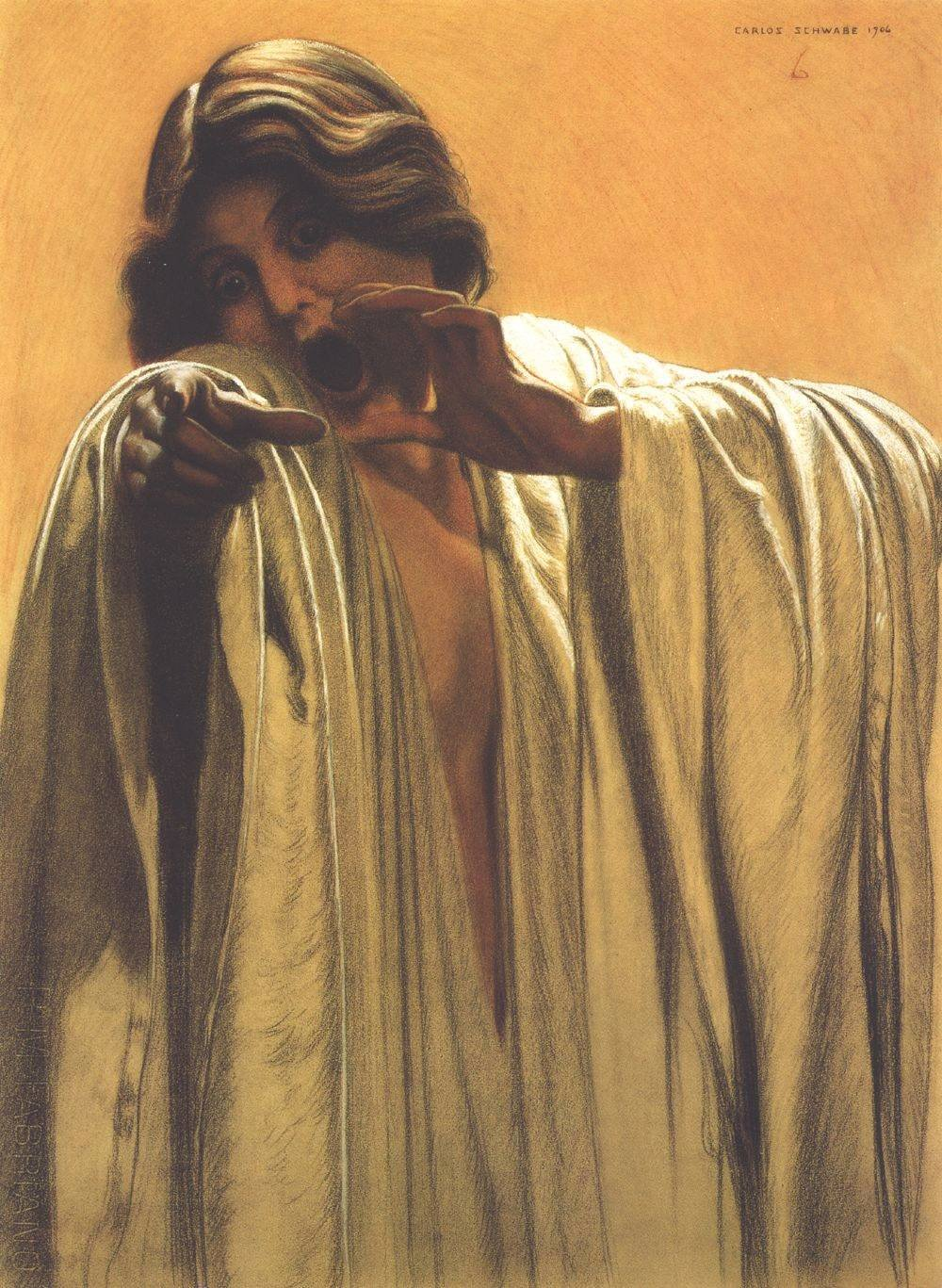
Studie voor La vague, 1906
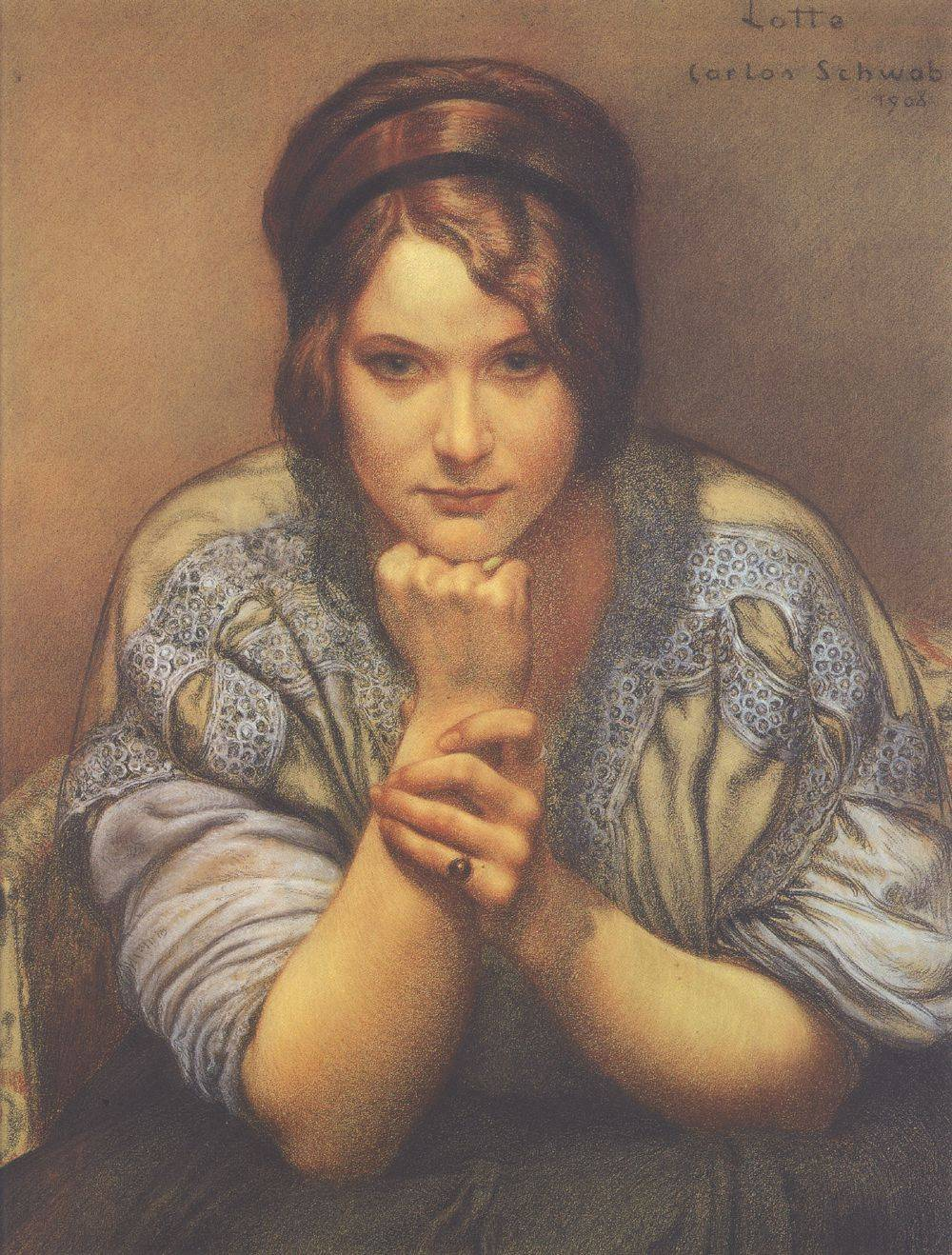
Portret van zijn dochter Lotte, 1908